# Пол, Дон Майкл
Дон Майкл Пол (англ. Don Michael Paul; род. 17 апреля 1963, Ньюпорт-Бич, Калифорния, США) — американский режиссёр, продюсер, сценарист и актёр, известный своими фильмами «Озеро страха 4: Последняя глава» (2012) и «Дрожь земли 5: Кровное родство» (2015).
Среди других его известных режиссёрских работа такие фильмы, как: «Дрожь земли: Холодный день в аду» (2018) и «Царь скорпионов 5: Книга душ» (2018).

## Карьера
Режиссёрский дебют Пола состоялся в 2002 году, когда он выступил режиссёром боевика «Ни жив ни мёртв» со Стивеном Сигалом и Моррисом Честнатом в главных ролях. Пол также выступил сценаристом фильма.
В 2012 году Пол выступил режиссёром телевизионного фильма ужасов «Озеро страха 4: Последняя глава» с Элизабет Рём и Янси Батлер в главных ролях.
В 2014 году Пол занял должность режиссёра военного боевика «Морпехи 2: Поле Огня» с Коулом Хаузером в главной роли.
В том же 2014 году Пол занял должность режиссёра боевика «Снайпер: Наследие» с Томом Беренджером и Мерседес Масон в главных ролях. Пол также выступил режиссёром сиквела «Наследия» — «Снайпер: Воин-призрак», премьера которого состоялась в 2016 году.
В 2015 году Пол стал режиссёром научно-фантастического комедийного фильма ужасов «Дрожь земли 5: Кровное родство» с Майклом Гроссом и Джейми Кеннеди в главных ролях. Пол также выступил режиссёром двух сиквелов «Родства» — «Дрожь земли: Холодный день в аду» (2018) и «Дрожь земли: Остров крикуна» (2020).
В 2018 году Пол занял должность режиссёра научно-фантастического боевика «Смертельная гонка 4: Вне анархии» с Заком Макгоуэном, Дэнни Гловером и Дэнни Трехо в главных ролях.
В том же 2018 году Пол выступил режиссёром фэнтезийного боевика «Царь скорпионов 5: Книга душ», главные роли в котором исполнили Зак Макгоуэн и Питер Менса.

## Фильмография
| Год  | Название                                  | Режиссёр | Сценарист | Актёр | Примечания                    |
| ---- | ----------------------------------------- | -------- | --------- | ----- | ----------------------------- |
| 1984 | Любовные линии                            | Нет      | Нет       | Да    |                               |
| 1986 | В опасной близости                        | Нет      | Нет       | Да    |                               |
| 1987 | Победитель получает всё                   | Нет      | Нет       | Да    |                               |
| 1987 | Искривлённый вниз                         | Нет      | Нет       | Да    |                               |
| 1987 | Месть на колёсах                          | Нет      | Нет       | Да    |                               |
| 1988 | Инопланетянка из Лос-Анджелеса            | Нет      | Нет       | Да    |                               |
| 1988 | Здравствуй, лето                          | Нет      | Нет       | Да    |                               |
| 1989 | Киборг                                    | Нет      | Да        | Нет   | ассистент звукового редактора |
| 1989 | Суровые люди                              | Нет      | Нет       | Да    |                               |
| 1989 | Сердце Дикси                              | Нет      | Нет       | Да    |                               |
| 1991 | Харли Дэвидсон и Ковбой Мальборо          | Нет      | Да        | Нет   | сопродюсер                    |
| 1991 | Богатая девчонка                          | Нет      | Нет       | Да    |                               |
| 1993 | Войны роботов                             | Нет      | Нет       | Да    |                               |
| 2002 | Ходячие трупы                             | Нет      | Нет       | Да    |                               |
| 2002 | Ни жив ни мёртв                           | Да       | Да        | Да    | режиссёрский дебют            |
| 2006 | Последнее пророчество                     | Да       | Нет       | Нет   |                               |
| 2006 | Остров                                    | Нет      | Нет       | Да    |                               |
| 2007 | Кто твой Кэдди?                           | Да       | Да        | Нет   |                               |
| 2009 | Ты                                        | Нет      | Нет       | Да    |                               |
| 2011 | Европа                                    | Нет      | Нет       | Да    | короткометражный фильм        |
| 2012 | Озеро страха 4: Последняя глава           | Да       | Нет       | Нет   | телефильмы                    |
| 2013 | Похищенная: Поиск Софи Паркер             | Да       | Нет       | Нет   | телефильмы                    |
| 2013 | Отряд героев                              | Да       | Нет       | Нет   | Direct-to-video               |
| 2014 | Морпехи 2: Поле Огня                      | Да       | Нет       | Нет   | Direct-to-video               |
| 2014 | Снайпер: Наследие                         | Да       | Да        | Нет   | Direct-to-video               |
| 2015 | Дрожь земли 5: Кровное родство            | Да       | Нет       | Нет   | Direct-to-video               |
| 2016 | Детсадовский полицейский 2                | Да       | Нет       | Нет   | Direct-to-video               |
| 2016 | Снайпер: Воин-призрак                     | Да       | Нет       | Нет   | Direct-to-video               |
| 2016 | После Валькирии: Рассвет Четвёртого рейха | Нет      | Да        | Нет   | Direct-to-video               |
| 2018 | Дрожь земли: Холодный день в аду          | Да       | Нет       | Нет   | Direct-to-video               |
| 2018 | Смертельная гонка 4: Вне анархии          | Да       | Да        | Нет   | Direct-to-video               |
| 2018 | Царь скорпионов 5: Книга душ              | Да       | Нет       | Нет   | Direct-to-video               |
| 2019 | Морпехи: Закон о репатриации              | Да       | Да        | Нет   | Direct-to-video               |
| 2020 | Пуленепробиваемый 2                       | Да       | Нет       | Нет   | Direct-to-video               |
| 2020 | Дрожь земли: Остров крикуна               | Да       | Да        | Нет   | Direct-to-video               |
| 2024 | По кусочкам                               | Нет      | Нет       | Да    |                               |